# Cnoc Mór na nGaibhlte
Cnoc Mór na nGaibhlte (en inglés: Galtymore) es una montaña de Irlanda (918 m s. n. m.), que se sitúa a lo largo de la frontera entre los condados de Limerick y Tipperary, en la República de Irlanda.
Galtymore es la más alta de las Montañas Galtee, una cadena montañosa de arenisca y esquisto con 24 picos por encima de los 100 metros (330 pies), que corre de este a oeste durante treinta kilómetros (20 millas) entre los condados de Tipperary y Limerick.

## Geografía
El Galtymore es la montaña más alta de la cadena de las montañas Galtee, de la cual forma parte. 
Es también el punto más alto de los contados de Limerick y de Tipperary. Por sus altitud y prominencia el Galtymor puede ser definido como un Marilyn y un Hewitt.

## Ascenso a la cima
Para escalar el Galtymore no es necesario un equipo especial; las ascensiones normalmente empiezan desde la Black Road, cerca del pueblo de Skeheenarinky.